# أكسل كراوزه
أكسل كراوزه (بالألمانية: Axel Krause)‏ هو فنان ألماني، ولد في 23 أكتوبر 1958 في هاله في ألمانيا.